# Jacob Clemens non Papa
Jacob Clemens  (ur. ok. 1510 do 1515, zm. 1555 lub 1556) – kompozytor flamandzki.
Od roku 1545 Jacob Clemens był mistrzem chóru chłopięcego w kościele św. Donata w Brugii. Kierował kapelami w Beaumont i Diksmuide. Reprezentant szkół niderlandzkich w muzyce, twórca wielogłosowej muzyki wokalnej a cappella. Cechą wyróżniającą jego twórczość jest faktura przeimitowana. Wydawał swoje utwory u Pierre Attaingnanta w Paryżu (1536) i u Tielmana Susato w Antwerpii (1545). W jego druku pojawia się po raz pierwszy przydomek „non Papa”.
Clemens był wybitnym kompozytorem postjosquinowskiej generacji szkoły niderlandzkiej. Jego utwory reprezentują styl polifonii przeimitowanej. Najcenniejsza jest twórczość religijna (msze typu missa parodia, motety, zwłaszcza souterliedekens) – pierwsze polifoniczne opracowanie tłumaczenia psalmów.

## Kompozycje
- 15 mszy,
- 233 motety,
- 2 cykle magnificatów,
- 159 souterliedekens,
- 89 chansons.

Dzieła Clemensa wydał K.P. Bernet Kempers (Corpus Mensurabilis Musicae, IV/1–21, 1951–76).